# Moučník

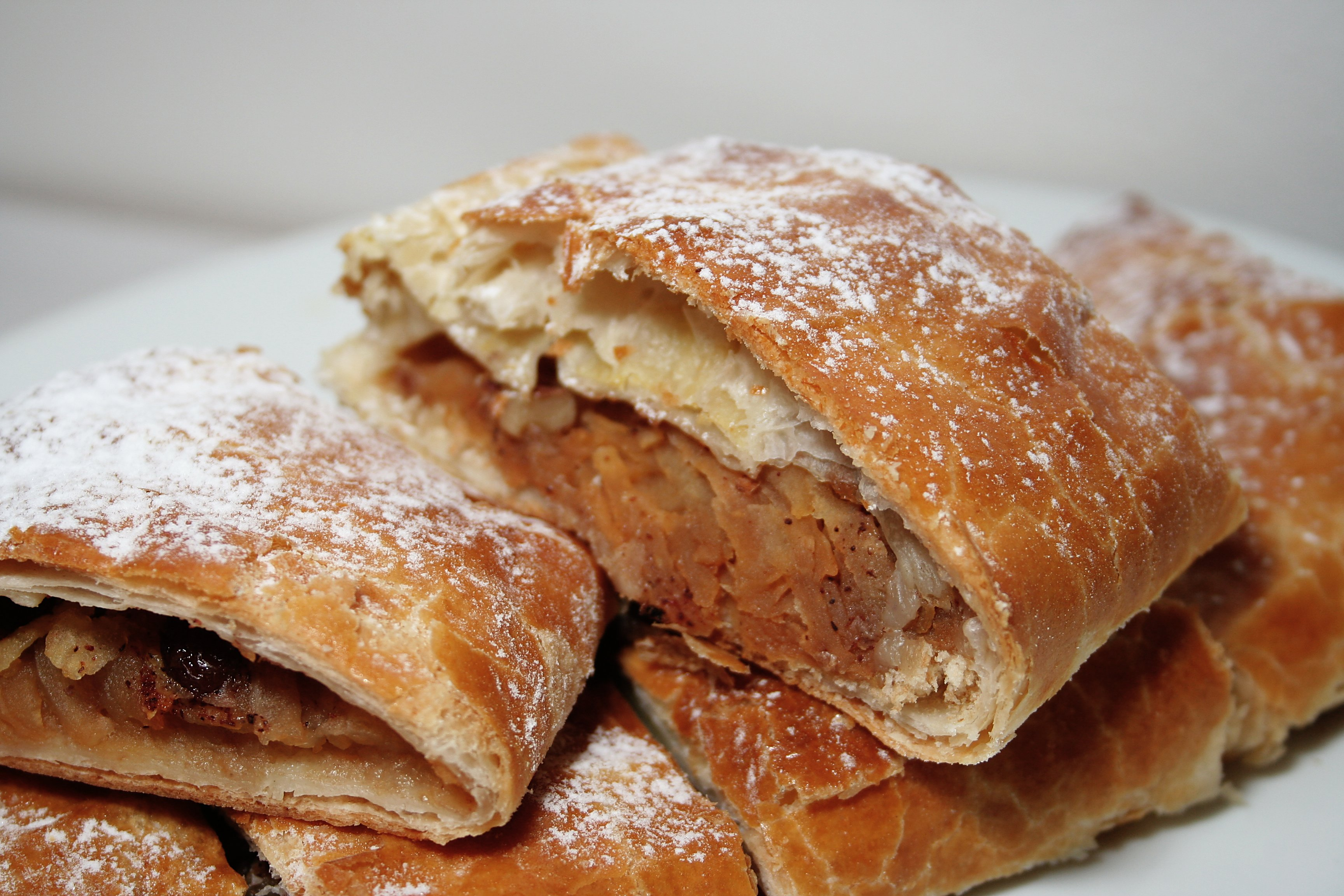
Jablečný závin

Moučník je zpravidla sladký pokrm připravovaný typicky z mouky, nejčastěji podávaný jako poslední chod jídla nebo samostatně k čaji či kávě. Slovo zákusek či dezert je často používáno jako synonymní, ale hlavním rysem moučníku je jeho příprava z mouky, u zákusku jeho velikost a kusovost, zatímco u dezertu příležitost při které je podáván. Pro moučníky je také typické, že se často pečou vcelku a až následně krájí na jednotlivé porce.
Josef Bittermann ve svém Velkém českém kuchařském lexikonu mezi moučníky řadí bábovky, koláče, dorty, koblihy, palačinky a záviny. Uvádí mezi nimi taky pokrmy které nejsou připravovány z mouky, jako jsou nákypy, pudinky a sladké omelety nebo pokrmy slané, jako například paštiku zapečenou v těstě. Zvlášť od moučníků pak uvádí jiná sladká jídla jako různé ovocné pokrmy, kompoty, želé a zmrzliny.
Podle serveru Žena.cz moučníky představují skupiny kuchařských, pekařských a cukrářských výrobků, které jsou konzumovány po jídle nebo ke kávě či čaji. Pojem moučník považuje za blízký pojmu cukroví a zmiňuje existenci moučníků slaných či neobsahujících mouku.

## Cizí jazyky
- Anglické slovo cake, překládané jako „dort, koláč(ek), buchta, moučník, zákusek“[5][6], označuje sladký pokrm, nejčastěji pečený, obvykle obsahující mouku, cukr a vejce, často doplněné o máslo či jiný tuk. Často je při jeho přípravě použit prášek do pečení nebo soda na pečení. Slovo bylo přejato do střední angličtiny ze staroseverského kaka, které je příbuzné s německým Kuchen.[7] V jednotlivých formách angličtiny se použití pojmu do jisté míry liší. V britské angličtině je cake zpravidla chápán úžeji a omezen na moučníky jako je jednoduchý pound cake nebo fruit cake (biskupský chlebíček), zatímco to co je v americké angličtině označováno jako layer cake „vrstvený dort“[pozn. 1] se ve Spojeném království nazývá sandwich sponge nebo gateau. V rámci této kategorie pak existují moučníky ke kávě (coffee cake), piškotové moučníky (sponge cake), malé moučníky v papírovém košíčku (cupcake), bábovky (Bundt cake), lívance (pancake) citronové buchty (Madeira cake), vrstvené dorty v užším slova smyslu (layer cake), narozeninové dorty (birthday cake), svatební dorty (wedding cake) nebo například mrkvové dorty (carrot cake).[8]
- Německé názvosloví vychází především z gastronomie jižního Německa, kde se moučníky z kynutého těsta označují jako Kuchen. Příkladem je Lebkuchen (perník), Marmorkuchen (mramorová bábovka) nebo Streuselkuchen (drobenkový koláč). Vrstvené dorty, jako Sachertorte se nazývají Torte, stejný výraz se ale používá i pro Linzer Torte z lineckého těsta.[8] Kromě toho existuje kategorie jídel zvaných Mehlspeise, „moučné jídlo“, která zahrnuje moučná, zpravidla bezmasá a sladká jídla. V původním smyslu se jednalo především o hlavní chody podávané během půstu, v současné němčině není s výjimkou Rakouska a Bavorska, kde zahrnuje veškeré sladké tepelně upravované pokrmy, slovo příliš užívané. Oekonomische Encyclopäadie „Ekonomická encyklopedie“ Johanna George Krünitze z roku 1802 zahrnuje mezi Mehlspeise každé jídlo připravované z mouky, například knedlíky, lívance nebo nudle, především pak pečená kašovitá jídla z mouky, rýže či sága. Die Baierische Köchin in Böhmen „Bavorská kuchařka v Čechách“ Marie A. Neudecker z roku 1806 uvádí kolem sedmdesáti receptů, které zahrnují záviny plněné račím masem či čokoládou, různé knedlíky, vafle a nákypy, ale také koláče nebo bábovku (Kugelhopf). Die süddeutsche Küche „Jihoněmecká kuchyně“ Kathariny Prato z roku 1903 pak uvádí mezi Mehlspeisen především sladká hlavní jídla: švestkové knedlíky, císařský trhanec a polentu s máslem a cukrem, ale také račí závin a těstoviny se šunkou a sýrem, a jídla která nepřestavují hlavní chod..[9]
- Ve francouzštině se používá slovo le gâteau, které označuje jak vrstvené dorty, tak moučníky z listového těsta (gâteau des rois), kombinace lineckého a odpalovaného těsta (gâteau Saint Honoré) nebo například Gâteau Basque.
- V italštině slovo la torta označuje širokou škálu moučníků, od vrstvených dortů, přes prostý torta di mandorle po slaný torta rustica.[8] Pro sladká jídla včetně moučníků užívá italštině též výraz il dolce.

V některých jazycích se vedle kategorie odpovídající českým moučníkům objevuje kategorie „sladkých chlebů“, ačkoliv sladké pečivo v češtině nebývá chápáno jako spadající do kategorie chleba. Anglické bread a francouzské pain, oboje překládáno jako „chléb“, tak označuje i sladké moučníky jako banana bread (banánový chléb) nebo pain au chocolat (čokoládový chléb), obdobně je v Itálii znám sladký panettone „chlebíček“ z kynutého těsta. Kromě toho angličtině se jako sweet bread „sladký chléb“ označuje i česká vánočka a mazanec, skořicový šnek, štola nebo bábovka.